# أفيليانو أومبرو
أفيليانو أومبرو (بالإيطالية: Avigliano Umbro) هي بلدية في مقاطعة تيرني في إقليم أومبريا الإيطالي.

## السكان
في سنة 1861 بلغ عدد السكان 1٬904 نسمة، وتطور العدد ليصل في سنة 2011 لـ 2٬568 نسمة.
يظهر هذا المخطط البياني تطور النمو السكاني لـ أفيليانو أومبرو